# Ortobicupolă pentagonală
În geometrie ortobicupola pentagonală este un poliedru convex construit prin unirea a două cupole pentagonale (J5) prin bazele lor decagonale astfel încât fețele adiacente ale celor două cupole sunt de același tip. Este a treia din șirul infinit de bicupole. Este poliedrul Johnson J30. O rotire de 36° a uneia dintre cele două cupole înainte de unire produce girobicupola pentagonală (J31). Nu este tranzitivă pe vârfuri.
Dacă între cele două cupole pentagonale se inserează o prismă decagonală regulată, se obține ortobicupola pentagonală alungită (J38).

## Mărimi asociate
Următoarele formule pentru arie A și volum V sunt stabilite pentru lungimea laturilor tuturor poligoanelor (care sunt regulate) a:
{\displaystyle A=\left(10+{\sqrt {{\frac {5}{2}}\left(10+{\sqrt {5}}+{\sqrt {75+30{\sqrt {5}}}}\right)}}\right)\,a^{2}\approx 17,771081\,a^{2},}
{\displaystyle V={\frac {1}{3}}\left(5+4{\sqrt {5}}\right)\,a^{3}\approx 4,648091\,a^{3}.}